# Gruppo Sportivo Hockey Pordenone 1979
Questa voce raccoglie le informazioni riguardanti il Gruppo Sportivo Hockey Pordenone nelle competizioni ufficiali della stagione 1979.

## Maglie e sponsor
Lo sponsor ufficiale per la stagione 1979 fu la Piennetre.
| 1ª divisa |

## Rosa
| N° | Naz.                  | Ruolo | Sportivo           |  |  |  |
| -- | --------------------- | ----- | ------------------ |  |  |  |
| ?  | Italia (bandiera)     | E     | Mattia Battistuzzi |  |  |  |
| ?  | Italia (bandiera)     | E     | Luciano Dall'Acqua |  |  |  |
| ?  | Italia (bandiera)     | E     | Curtarelli         |  |  |  |
| ?  | Italia (bandiera)     | E     | Carlo Koessler     |  |  |  |
| ?  | Portogallo (bandiera) | E     | Jose Leste         |  |  |  |
| ?  | Italia (bandiera)     | P     | Antonio Pellegrini |  |  |  |
| ?  | Italia (bandiera)     | E     | Silvani            |  |  |  |

- Allenatore: